# Dasypogon gerardi
Dasypogon gerardi är en tvåvingeart som beskrevs av Weinberg 1988. Dasypogon gerardi ingår i släktet Dasypogon och familjen rovflugor.
Artens utbredningsområde är Grekland. Inga underarter finns listade i Catalogue of Life.